# Велика історія

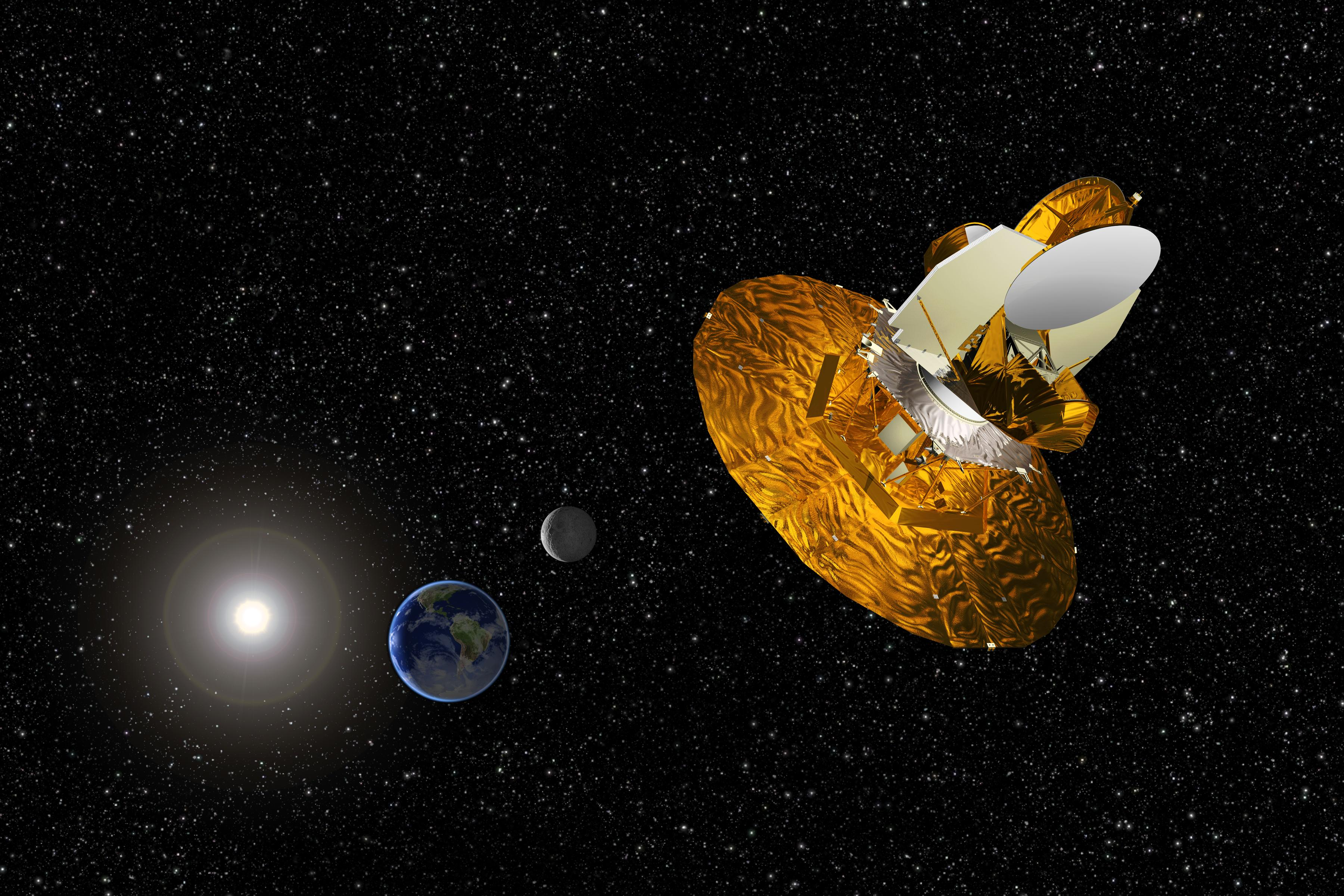
Художнє зображення супутника WMAP, що збирає дані, які допоможуть науковцям дослідити теорію Великого вибуху

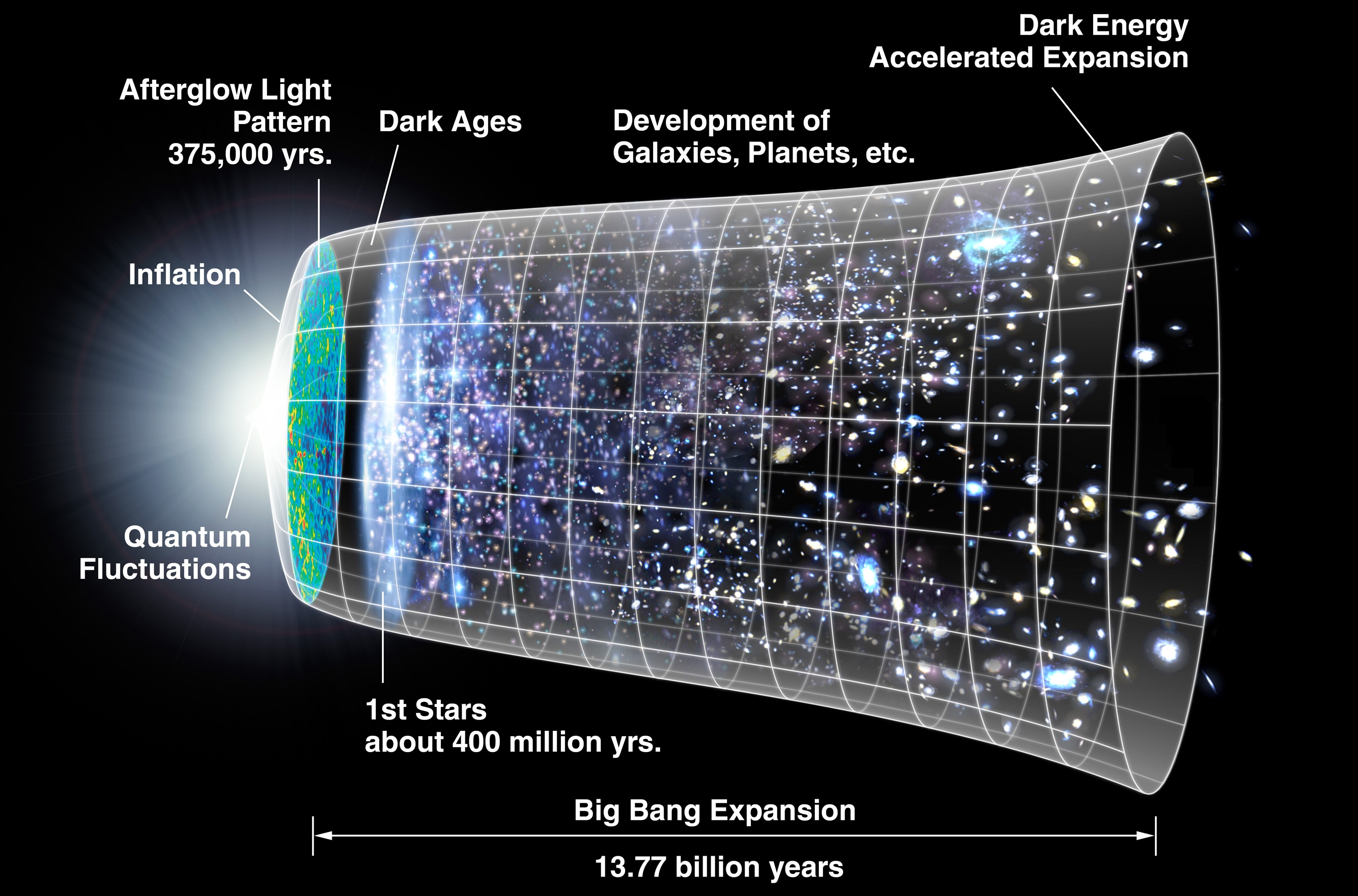
Діаграма поширення Великого вибуху відповідно до НАСА

Велика історія — нова наукова дисципліна, яка вивчає історію від Великого вибуху до сьогодення. Вона розглядає довгі проміжки часу з використанням міждисциплінарного підходу, поєднуючи в основі багато дисциплін від наукових до гуманітарних, і розглядає існування людини в контексті цієї широкої картини. Вона поєднує вивчення космосу, Землі, життя і людства, використовуючи емпіричні докази для вивчення причинно-наслідкових відносин, і вивчається в університетах та середніх школах часто з використанням інтерактивних вебпрезентацій. За словами історика Девіда Крістіана, який започаткував цей термін Big History, інтелектуальний рух був зроблений завдяки «незвичайній коаліції науковців». Деякі історики висловили скептицизм щодо «наукової історії» і стверджують, що твердження великої історії не є оригінальними. Інші підкреслюють наукову цінність, але вказують на те, що космологія і природнича історія вивчала цю область починаючи з відродження, і що термін, велика історія, продовжує цю роботу.

## Порівняння з традиційною історією

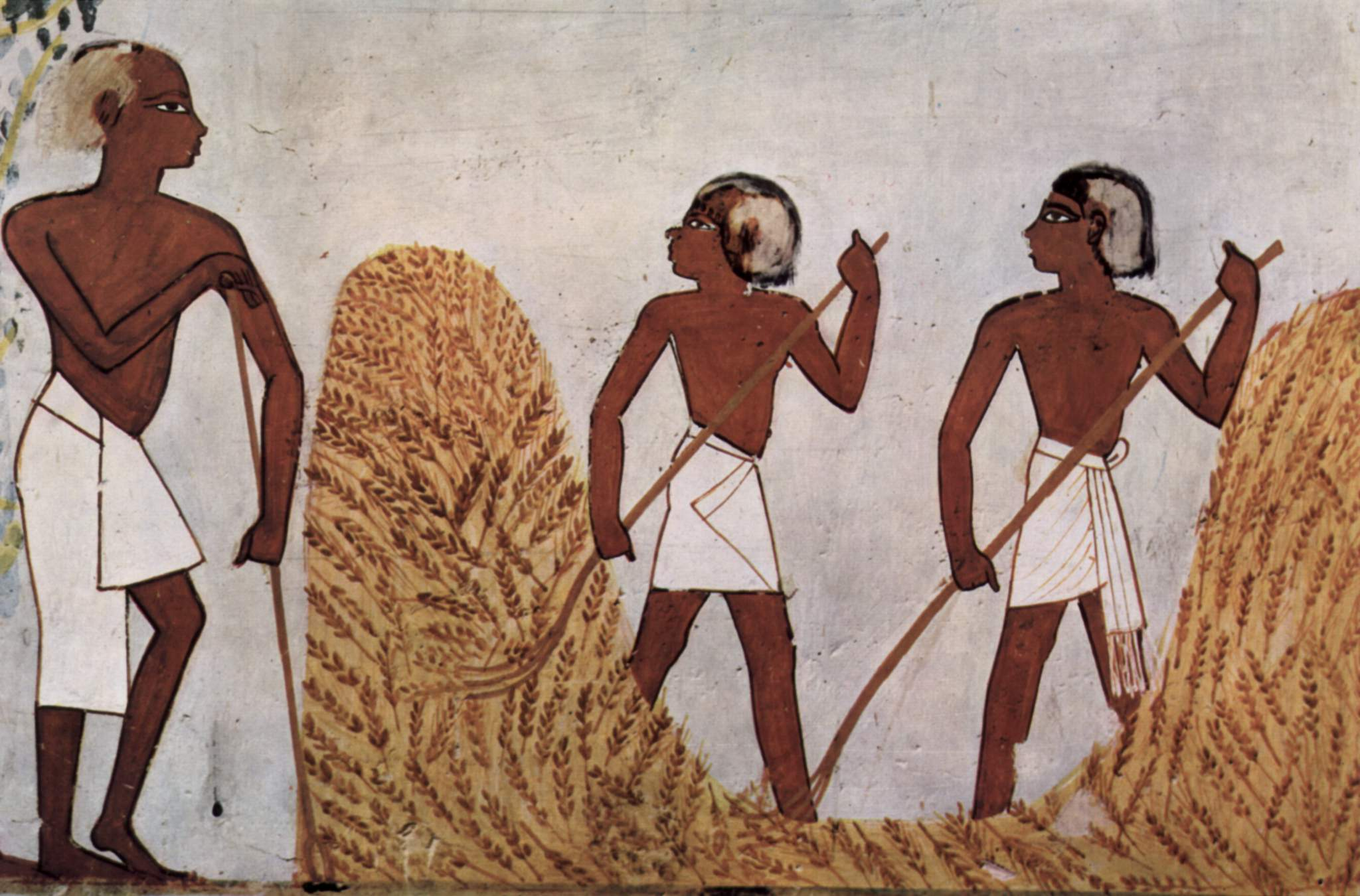
Звичайна історія зазвичай починається із зародження сільського господарства в цивілізаціях, як-от Стародавній Єгипет.

Велика історія досліджує минуле використовуючи чисельні масштаби часу, починаючи від Великого вибуху до сучасності, на відміну від звичайної історії, курси якої зазвичай починаються із введення в землеробство і цивілізації, або від появи писемних згадок. Вона досліджує загальні теми і патерни. Курси здебільшого не зосереджені на людині і, на відміну від традиційної історії, не приділяє багато уваги на царства або цивілізації або війни і національні кордони. Якщо традиційна історія приділяє увагу людській цивілізації із людством у центрі, велика історія зосереджується на всесвіті і показує як людство вписується в його розвиток і відводить місце людській історії серед ширшого контексту історії всесвіту. На відміну від звичайної історії, велика історія намагається пройти швидко по детальних історичних епохах, як-от Відродження або Стародавній Єгипет. Вона ґрунтується на останніх висновках із біології, астрономії, геології, кліматології, досліджень первісного суспільства, археології, антропології, еволюційної біології, хімії, психології, гідрології, географії, палеонтології, історії стародавнього світу, фізики, економіки, космології, природничої історії, і дослідженнях населення та екології так само як і на стандартній історії. Один із вчителів пояснює:
Ми беремо найкращі докази з фізики і найкращі докази з хімії і біології, і узагальнюємо це все в історію ... Вони не збираються вивчати як збалансувати  [хімічні] рівняння, але будуть вивчати як хімічні елементи виникли при загибелі зірок, а це насправді цікаво.— 
Велика історія виникла від бажання вийти за межі спеціалізованих і автономних областей, які виникли в XX столітті. Вона намагається зрозуміти історію в цілому, звертаючи увагу за спільні закономірності в різних часових масштабах історії. Традиційне вивчення історії зазвичай починається із винайденням писемності, і обмежується минулими подіями, що мають безпосереднє відношення до людського роду. Послідовники великої історії вказують на те, що це обмежує вивчення минулого до останніх 5000 років і нехтує набагато більшим проміжком часу існування людей на Землі. Генрі Каннберг розглядає велику історію як результат інформаційної ери, наступній стадії історії яка слідує за мовою, письмом і друкарством. Велика історія охоплює формування Всесвіту, зірок і галактик, і включає в себе початок життя, а також період у декілька сотень тисяч років, коли люди були мисливцями-збирачами. Вона показує перехід до цивілізації як плавний процес, з безліччю причин і наслідків, а не як раптове перетворення нецивілізованих печерних людей у цивілізованих фермерів.
Велика історія, на відміну від традиційної історії, має більш міждисциплінарну основу. Захисники цього напряму зазвичай розглядають звичайну історію як «мікроісторію» або «малу історію», і підкреслюють, що три чверті істориків спеціалізуються на вивченні останніх 250 років, ігноруючи водночас «довгий шлях існування людини». Проте, один з істориків вів дискусію, що дисципліна історії переглянула загальну картину, і описав «загальну розповідь» великої історії як «кліше, яке що охоплює досить багато всього». Своєю чергою, традиційну історію описували як таку, що «складає відчуття подрібнення горіхів на найдрібніше борошно». Велика історія підкреслює довготривалі тенденції і процеси, замість окремих осіб в історії або подій. Історик Діпеш Чакрабарті з Університету в Чикаго запропонував менше політизувати велику історію в противагу традиційній історії, тому що це дасть людям змогу «зробити крок назад». Вона використовує більше різних видів доказів, ніж традиційна історія, що використовує писемні свідчення, як-от скам'янілі рештки, інструменти, предмети домашнього вжитку, малюнки, споруди, екологічні зміни і генетичні зміни.
Критики великої історії, як-от соціолог Франк Фереді, відзначають цю дисципліну як «антигуманістичний хід історії». Опис великої історії також було поставлено під сумнів у нездатності взаємодіяти з методологією традиційної дисциплінарної історії. За словами історика і викладача Сема Уінберга із Стенфордського університету, велика історія уникає інтерпретації текстів на користь чисто наукового підходу, тим самим ставши «меншою мірою історією і більшою мірою свого роду історією еволюційної біології або квантової фізики».

## Тематика

Радіовуглецеве датування дає науковцям змогу встановити вік каміння, а також Землі і Сонячної системи.

Професор Девід Крістіан стверджував, що нещодавнє минуле можна зрозуміти лише в рамках «цілого проміжку часу в 14 мільярдів років». Велика історія прагне розповісти про «людську історію» в світлі нових наукових досягнень за допомогою таких методів, як радіовуглецеве датування і генетичний аналіз. У деяких випадках, вона використовує математичне моделювання для дослідження взаємозв'язків між довготривалими тенденціями у соціологічних системах, і це призвело до закарбування нового терміна «кліодинаміка», який започаткував Пітер Турчин (англ. Peter Turchin) з Університету Коннектикуту, для того щоб описати те, як математичні моделі можуть пояснювати події, як-от зростання імперій, соціальне невдоволення і розпад держав. Вона досліджує поєднання індивідуальних дій, а також соціальних і екологічних сил, з одної точки зору. У той час як традиційна історія може розглядати винахід як загострені накінців'я списів, які було умисно створено деякими розумними людьми, а потім скопійовано іншими людьми, а з перспективи великої історії поява гострих накінців'їв списів розглядається як випадковість, і потім природні еволюційні процеси дали тим, хто їх використовував, змогу стати кращими мисливцями, навіть якщо вони не розуміли, чому це було так. Історія прагне виявити повторювані моделі, що відбувалися протягом 13,8 млрд років від початку Великого вибуху. Наприклад, одна з закономірностей є «хаос каталізує творчість» (або зміни), на прикладі впливу астероїда на втрату динозаврів.

### Часові масштаби і запитання
Велика історія робить порівняння різних часових проміжків, те, що Девід Крістіан називає «грою з масштабами», і відмічає подібність і відмінності між людськими, геологічними, і космологічними масштабами. Крістіан вважає, що такі «радикальні зміни перспективи» дадуть «нове розуміння відомих історичних проблем, від протидії природи/виховання до історії екології до фундаментальної природи зміни як такої». Вона показує як змінювалося людське існування під впливом обох, як людських, так і природних факторів: наприклад, внаслідок природних процесів, які відбулися понад чотири мільярди років тому, із залишків зірки, що вибухнула, виникло залізо, і, як результат, люди змогли використати цей твердий метал для того, щоб викувати зброю для полювання і війни. Дисципліна розглядає такі питання: «Як ми сюди потрапили?», «Як ми вирішуємо, у що вірити?», «Як утворилася Земля?» і «Що таке життя?». Вона пропонує здійснити «великий тур всіма основними науковими парадигмами». Існує точка зору, що вона допомагає студентам швидше стати науково грамотними.

### Еволюція космосу
Еволюція космосу, наукове дослідження змін у всесвіті, тісно пов'язане з великою історією (так само як і близькі предмети епосу еволюції і астробіології); деякі дослідники вважають, що еволюція космосу є ширшою за велику історію, оскільки остання в основному розглядає конкретний історичний цикл: Великий вибух → Чумацький Шлях → Сонце → Земля → людство. Космічна еволюція, покриває повністю всі складні системи (і не обов'язково ті, що пов'язані з існуванням людства), що, своєю чергою, також іноді називають космологічною історією або універсальною (загальною) історією, викладалась і досліджувалась десятиліттями, здебільшого астрономами й астрофізиками. Цей сценарій від Великого вибуху до людства розвинувся у предмет, який деякі історики почали називати великою історією в 1990-их. Еволюція космосу є інтелектуальною основою, яка пропонує широкий синтез багатьох різноманітних змін у поєднанні випромінення, матерії, і життя продовж історії всесвіту.
Дослідження еволюції космосу триває вже декілька тисячоліть. Давньогрецькі філософи із V століття до н. е., насамперед Геракліт, прославилися своїми небезпідставними ствердженнями, що все змінюється. Перші сучасні міркування, щодо еволюції космосу розпочалися більше ніж століття тому. Тут варто згадати плідні ідеї Роберта Чемберса, Герберта Спенсера, і Лоуренса Гендерсона. Лише в середині XX століття космічний-еволюційний сценарій був сформульований як дослідницька парадигма, яка стала включати в себе емпіричне вивчення галактик, зірок, планет, і життя — одне слово, широку сферу, яка поєднує фізичну, біологічну і культурну еволюцію. Ідею космічної еволюції для широкого загалу озвучував Гарлоу Шеплі (часто називаючи її «космографією») в середині століття, а НАСА включила її наприкінці XX століття у свою програму з астробіології. Карл Саган, Ерік Чаїссон, Губерт Рівз, Еріх Янтш, Престон Клауд та інші дослідники у 1980-ті роки широко відстоювали ідею космічної еволюції. Ідеї космічної еволюції сьогодні увійшли до численних технічних дослідницьких програм та стали невіддільною частиною наукового світогляду XXI столітті.

### Складність, енергія, етапи
Еволюція космосу є кількісним предметом, а велика історія — зазвичай ні; це тому, що еволюцією космосу зазвичай займаються науковці-натуралісти, а велика історія є соціальною наукою. Ці два предмети тісно пов'язані і перекривають один одного, в еволюції космосу схильні розглядати історію всесвіту лінійно, при тому людство входить у цю історію лише в найостаннішій частині, у той час науковці великої історії схильні виділяти людство і його багаточисельні культурні досягнення, приділяючи людям більшу частину своєї історії. Порівняти і відчути контраст цих різних акцентів можна переглянувши два короткі фільми, що висвітлюють розповідь від Великого вибуху до людства, один із них — це «Стріла часу» зображує час лінійно, а інший «Походження космосу» показує час (насправді у зворотному порядку) логарифмічно, в останньому, люди з'являються в цьому 14-хвилинному фільмі на останній секунді, у той час у першому набагато раніше—хоча обидва є правдивими.
Ці два різні підходи ставлення до часту в ~14 мільярдів років, кожен із яких має різні акценти щодо історичного вмісту, можна пояснити тим, що деякі науковці еволюції космосу розділяють всю розповідь на три фази і сім епох:
Фази: фізична еволюція → біологічна еволюція → культурна еволюція
Епохи: частинок → галактична → зоряна → планетарна → хімічна → біологічна → культурна
Це відрізняється від підходу, який використовують деякі історики великої історії, які поділяють вміст на багато більше етапів. Існує іще одна викладка історії від Великого вибуху до людства, така, що робить акцент на ранньому всесвіті, а саме на утворенні і зростанні частинок, галактик і великомасштабних космічних структур, як у фізичній космології.

### Умови золотої рівноваги

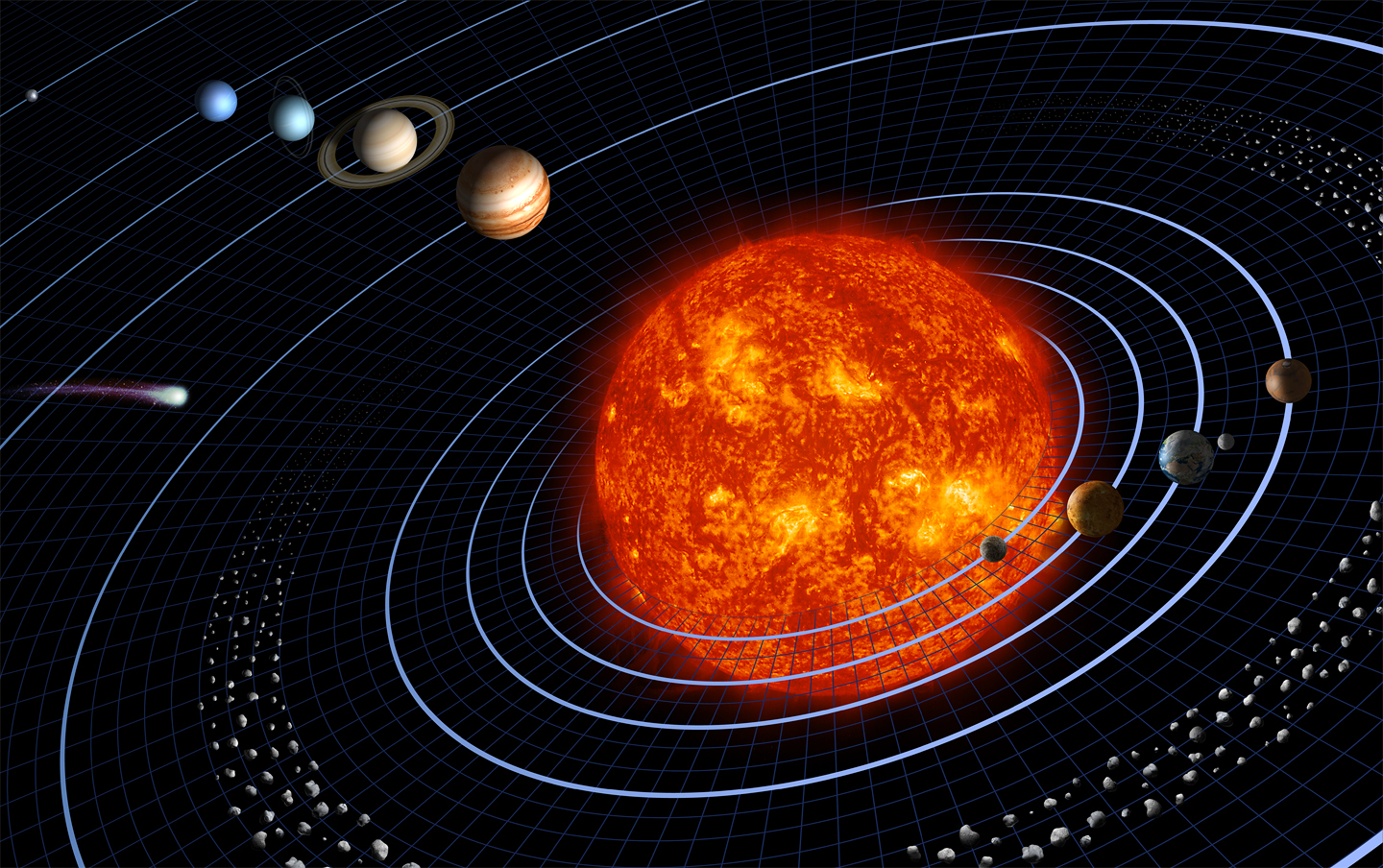
Земля перебуває в ідеальних — тим, що її відстань від Сонця не є занадто близькою і не є дуже віддаленою.

У тематиці великої історії існує термін умов Золотоволоски або принцип Золотоволоски, який описує ті «обставини, які повинні скластися правильно для будь-якого роду складності, аби сформувати щось, або воно продовжило існувати», як відзначав Спаєр у своїй книжці. На прикладі людини, температура тіла має бути не занадто гарячою і не холодною; для існування життя на планеті, вона може мати або занадто багато або занадто мало енергії від сонця. Зірки потребують, аби було вдосталь водню, ущільненого разом під силою тяжіння, аби відбувалася реакція ядерного синтезу.
Крістіан вважає, що всесвіт створює таку складність, що такі умови Золотоволоски зустрічаються, так що, коли предмети не занадто гарячі чи холодні, не занадто швидкі чи повільні бувають. Наприклад, життя почалося не у твердих тілах (молекули пов'язані так, що не можливо утворитися правильним видам зв'язків) і не в газах (молекули рухаються занадто швидко аби утворилися правильні комбінації), а утворилося в рідинах, як-от вода, що дає змогу отримати правильні види взаємодії із правильною швидкістю.

### Презентації із вебінтерактивним відео
Велику історію зазвичай на противагу традиційній історії викладають за допомогою інтерактивних вебсайтів, а не за допомогою текстових книжок. Дисципліна отримала переваги від використання нових методів висвітлення тем і концепцій. Наприклад, проєкт ChronoZoom пропонує спосіб вивчення історії всесвіту в 14 мільярдів років у форматі інтерактивного вебсайту.
У 2012 році телеканал History Channel показав фільм Історія світу за дві години. Він демонстрував, як динозаври успішно домінували над ссавцями протягом 160 мільйонів років, доки зіткнення з астероїдом не винищило їх. 2013 року той самий History channel у проєкті H2 network презентував серію передач Велика Історія із 10 частин, яку розказували Браян Кренстон і Девід Крістіан, а також група істориків, науковців і пов'язаних із цим експертів. Кожен епізод акцентувався на конкретних темах великої історії, як-от сіль, гори, холод, політ, вода, метеори і мегаструктури.
Іншим великим мультимедійним вебсайтом, який розроблявся десятиліттями і містить багато інтерактивних відео/анімацій, що стосується великої історії, є «Еволюція космосу: від Великого вибуху до людства», який містить паралельні тематики за інтересами як для учнів, так і для технічних експертів.